# Pseudagrion elongatum
Pseudagrion elongatum är en trollsländeart som beskrevs av James George Needham 1930. Pseudagrion elongatum ingår i släktet Pseudagrion och familjen dammflicksländor. Inga underarter finns listade i Catalogue of Life.